# Paul-Armand Gette
Pour les articles homonymes, voir Gette.
Paul-Armand Gette, né le 13 mai 1927 à Lyon dans le 7e arrondissement et mort le 8 janvier 2024 à Paris,, est un artiste contemporain français, sculpteur, photographe, vidéaste et écrivain. 

## Biographie
Aimant brouiller les pistes, Paul-Armand Gette produit une œuvre située sur des lisières, celles qui passent entre l’art, la science et la nature, recherchant les dimensions métaphoriques des lieux du corps et des paysages.

### Jeunesse et formations
Dès son enfance, Paul-Armand Gette éprouve une vive passion pour les sciences de la nature, passion qu’il conserve jusqu’à sa mort. Par la suite, ses études scientifiques le poussent à s’intéresser aux sciences naturelles ; il pose ainsi un regard d’expert aussi bien sur la nature, qu’il étudie avec minutie, que sur les êtres humains. Ce n’est qu’au début des années 1960 qu’il décide de se consacrer à des recherches artistiques. 

### Recherches artistiques
Cependant, le regard aiguisé du scientifique n’est jamais loin. À partir de 1968, il introduit dans sa pratique artistique des méthodes de repérage empruntées aux sciences sans y apporter la moindre modification. C’est ainsi que, dès 1974, il commence des recherches intitulées « Transect » qui empruntent une méthode utilisée par les phytosociologues (branche de la botanique) lors des relevés de terrain. Fasciné par ce procédé, il l’utilise scrupuleusement comme « un cadeau de la science à l’art ».
S'il existe une limite entre la science et l’art, Paul-Armand Gette s’évertue à la confondre au sein même de son travail. Féru de mythologie, qu’il prend souvent pour prétexte, il convoque dans ses œuvres deux de ses passions : la botanique et la gent féminine.

### Citation
« Paul-Armand Gette est un artiste plasticien usant aussi bien de la photographie, de la photocopie, de l’installation, du dessin, de la performance, de la vidéo ou de la sculpture sans toutefois privilégier un médium considérant que chacun possède son propre langage et est suffisamment "bavard". Réalisant parfois des photocopies de ses photographies il ajoute ainsi un sens supplémentaire comme une relecture ou un "indice d’indices" selon ses termes. L’écriture fait partie intégrante de son travail, non pour rendre son œuvre plus intelligible, mais pour manifester l’opacité de l’art au travers de la matérialité des mots comme un acte érotique qui se dévoile. 

Ayant fait des études scientifiques, il s’intéresse à la nature avec minutie, la présentant sous la forme de repérages. Se jouant d’un entre-deux de l’art et de la science, la minéralogie, la géologie et la botanique sont redécouvertes à l’aune d’un érotisme subtil et délicat qui est aussi celui du langage. Les plantes sont sexuées, certes, mais son regard scientifique décline l’étymologie et les noms latins comme autant de métaphores qui nous rapprochent du réel, plutôt que de nous en éloigner. »

— Catherine James

## Œuvres

### Installations permanentes (France)

#### Des cheveux de Vénus aux splendeurs de la nuit (2012)
S’inscrivant dans le cadre du VIAPAC, cette œuvre de Paul-Armand Gette se présente comme une excursion scientifique et poétique dans laquelle botanique, géologie et mythologie s’entremêlent. L’artiste a placé neuf repères 0m., au moyen de plaques émaillées ou de verre gravé, le long de la D900. Ils forment une ligne appelée « transect » entre Digne-les-Bains et Auzet. Tel un signal visuel dans le paysage, chaque 0m. souligne un aspect du territoire qui entre en résonance avec les préoccupations de l’artiste : la géologie, l’entomologie, la botanique ou encore la mythologie.
- 1. Les cheveux-de-Vénus, Musée Promenade, Digne-les-Bains (44.1104°N - 6.227°E)
- 2. La Capture du Bès par la Bléone, Digne-les-Bains (44.1309°N - 6.2383°E)
- 3. La mer Burdigalienne, La Javie (44.2068°N - 6.2736°E)
- 4. Au fond du lit de la rivière (Oligocène !), La Javie (44.2168°N - 6.276°E)
- 5. Les effets du contact (secondaire tertiaire), La Javie (44.2153°N - 6.2759°E)
- 6. La source chaude !, Fontchaude, La Javie (44.2256°N - 6.2685°E)
- 7. La forêt carbonifère, Clue de Verdaches, Auzet (44.2777°N - 6.302°E)
- 8. La cascade, Saut de la Pie, Auzet (44.2777°N - 6.302°E)
- 9. Les Splendeurs de la nuit, Auzet (44.2862°N - 6.31°E)

### Multiples
- Nympha Nocturna ssp. Rosea P.-A. G., produit et publié en 1995 par Les Maîtres de forme contemporains[7], Bruxelles. Édition limitée à 8 numéros.
- Cinématographies, produit et publié en 2017 par Les Maîtres de forme contemporains[8], Bruxelles. 180 exemplaires numérotés et 20 épreuves d'artiste + 40 exemplaires numérotés et signés et 10 épreuves d'artiste.

### Collections publiques
- Centre national d'art et de culture Georges-Pompidou, Paris
- MAMCS, Strasbourg
- Musée Gassendi[9], Digne-les-Bains
- Institut d'art contemporain (IAC) de Villeurbanne
- Musée des Beaux-Arts d'Angers
- Artothèque de Caen
- FRAC :
  - FRAC Franche-Comté, Besançon
  - FRAC Pays de la Loire, Carquefou
  - FRAC Bourgogne, Dijon
  - FRAC Rhône-Alpes
  - FRAC Bretagne, Rennes[10]

## Expositions
- 2012 : VIAPAC - « À travers la montagne », Il Filatoio, Caraglio (Italie)
- 2011 : « Artémis et ses nymphes », musée Rodin, Paris
- 2009 : « D'un modèle à l'autre - Raphaël Blum et Paul-Armand Gette », centre d'art contemporain, Metz
- 2008 : « What Volcano? », ASI Museum, Reykjavik (Islande)
- 2007 : « Paul Armand Gette et Niele Toroni », musée des beaux-arts de Nantes
- 2007 : "Autour de Fragonard", musée des Beaux-Arts d'Angers
- 2006 : « Le pavillon de Diane », parc du château de Chamarande
- 2005 : « La diversité des sources ou l’optique à l’haptique »[11], Digne-les-Bains
- 2000 : « De ninfas tropicales : variaciones = De nymphes tropicales : variations »  Musée La Tertulia, Cali, Colombie
- 1978 : « Le jardin botanique », Le Consortium, Dijon

## Publications
Livres d'artiste et autres publications :
- Musique! & Hommage à Erik Satie, Editions AcquAvivA, Berlin, 2014
- Lydie Rekow-Fond, Paul-Armand Gette, la passion des limites, L’Harmattan, 2012  (ISBN 978-2-296-96240-8)
- Des cheveux de Vénus aux splendeurs de la nuit : Proposition transectale de Digne à Auzet & vice versa, Yellow Now, musée Gassendi[9], Réserve naturelle géologique de Haute-Provence, 2011, 80 p.  (ISBN 978-2-87340-283-9)
- La Dissimulation de l’origine, texte et œuvres de P.-A. Gette, Les Éditions de l’Ariane, 2008
- Paul Armand Gette, Autour de Fragonard, Musées d'Angers, 2007
- La diversité des sources : Ou De l'optique à l'haptique, Fage Editions, musée Gassendi[9], 2005, 103 p.  (ISBN 2849750417)
- Ein Ausflug ins Land der Vulkane, éd. Institut français, Cologne, 1995
- Passion & Dentelles ou Le Temps au Féminin, éd. musée des Beaux-Arts et de la Dentelle, Alençon, 1995
- De l'écume à la dentelle, éd. musée de Calais, Calais, 1993
- Furkapass & Glacier du Rhône, éd. centre culturel suisse, Paris, 1992
- Notes sur la sculpture et suite, éd. Triangle, école des beaux-arts, Bordeaux, 1991
- Transect and some other attudes towards landscape, éd. EVAC, Ipswich, 1990
- Nymphe, Nymphaea et voisinages, éd. centre national d'art contemporain, Le Magasin, Grenoble, 1989
- Promenades calaisiennes, 1980-1983, éd. musée de Calais, Calais, 1984
- Über die Verwirrung / De la perturbation, AQ-Verlag, Dudweiler/Saarbrücken (Allemagne), 1981
- Små flickor, Small girls, Kleine Mädchen, Petites filles, éd. Malmö Konsthall, 1980
- Paul-Armand Gette, Arbeiten 1959-1979, éd. Städtische Galerie im Lenbachhaus, Munich, 1979
- Quelques aspects de la rue de Menin en hiver, éd. école des beaux-arts, Tourcoing, 1978
- Vergleich von Geröll der Weißen und Roten Saar (Comparaison des galets de la Sarre blanche et de la Sarre rouge), AQ-Verlag, Dudweiler/Saarbrücken (Allemagne), 1977 ; nouvelle édition : 2013
- Horizon et Paysage, maison de la culture de Chalon-sur-Saône & CRACAP, 1976
- Le Jardin, éd. Eter, Malmö, 1975
- Reisenotizen / Notes de Voyages, AQ-Verlag, Dudweiler/Saarbrücken (Allemagne), 1974
- Du Rhin à la prairie alpine…, Apeïros No 7, Vaduz, 1974
- Note sur la flore d'un parc à voitures, éd. Yellow Now, Liège, 1973
- Approche descriptive d'une plage, centre culturel suédois, Paris, 1972